# Persecutio criminis
Persecutio criminis, pode ser traduzido como persecução do crime ou persecução penal. Persecução é o mesmo que perseguição, ou seja, ato de ir no encalço de alguém, com o fito de aplicar-lhe punição. Persecução penal significa o conjunto de atividades que o Estado desenvolve no sentido de tornar realizável a sua atividade repressiva em sede penal.
No Brasil, é realizada pela polícia judiciária (a fases de investigação) e pelo Ministério Público, que oferece denúncia ao Juíz, dando início à ação penal pública.